# 細川全隆
細川 全隆（ほそかわ またたか）は、戦国時代の武将。細川阿波守護家出身。

## 概要
豊臣秀吉の命で父の称した「紹高」の号を名乗った。天正16年（1588年）には豊臣秀次に仕え、後に秀吉に仕えた。
文禄元年（1592年）の文禄の役の際には肥前国名護屋城に出陣し、初めて徳川家康に見えた。
慶長13年（1609年）には山城国愛宕郡に旧地40石を安堵され、翌年には徳川秀忠に仕えさらに扶持米を毎月300俵・月俸15口を加えられた。
万治元年（1658年）6月24日に致仕した。
子孫は医師として江戸幕府に仕えた。